# Seznam olympijských medailistek ve sportovní gymnastice
Toto je seznam olympijských medailistek ve sportovní gymnastice na letních olympijských hrách.

## Víceboj
| Rok      | Zlato                                             | Stříbro                                               | Bronz                                        |
| -------- | ------------------------------------------------- | ----------------------------------------------------- | -------------------------------------------- |
| LOH 1952 | Marija Gorochovská · Sovětský svaz (URS)          | Nina Bočarovová · Sovětský svaz (URS)                 | Margit Korondiová · Maďarsko (HUN)           |
| LOH 1956 | Larisa Latyninová · Sovětský svaz (URS)           | Ágnes Keletiová · Maďarsko (HUN)                      | Sofja Muratovová · Sovětský svaz (URS)       |
| LOH 1960 | Larisa Latyninová · Sovětský svaz (URS)           | Sofja Muratovová · Sovětský svaz (URS)                | Polina Astachovová · Sovětský svaz (URS)     |
| LOH 1964 | Věra Čáslavská · Československo (TCH)             | Larisa Latyninová · Sovětský svaz (URS)               | Polina Astachovová · Sovětský svaz (URS)     |
| LOH 1968 | Věra Čáslavská · Československo (TCH)             | Zinaida Voroninová · Sovětský svaz (URS)              | Natalja Kučinská · Sovětský svaz (URS)       |
| LOH 1972 | Ljudmila Turiščevová · Sovětský svaz (URS)        | Karin Janzová · Německá demokratická republika (GDR)  | Tamara Lazakovičová · Sovětský svaz (URS)    |
| LOH 1976 | Nadia Comaneciová · Rumunsko (ROU)                | Nelli Kimová · Sovětský svaz (URS)                    | Ljudmila Turiščevová · Sovětský svaz (URS)   |
| LOH 1980 | Jelena Davydovová · Sovětský svaz (URS)           | Nadia Comaneciová · Rumunsko (ROU)                    | nebyla udělena                               |
| LOH 1980 | Jelena Davydovová · Sovětský svaz (URS)           | Maxi Gnaucková · Německá demokratická republika (GDR) | nebyla udělena                               |
| LOH 1984 | Mary Lou Rettonová · Spojené státy americké (USA) | Ecaterina Szabóová · Rumunsko (ROU)                   | Simona Păucăová · Rumunsko (ROU)             |
| LOH 1988 | Jelena Šušunovová · Sovětský svaz (URS)           | Daniela Silivaşová · Rumunsko (ROU)                   | Světlana Boginská · Sovětský svaz (URS)      |
| LOH 1992 | Taťjana Gucuová · Sjednocený tým (EUN)            | Shannon Millerová · Spojené státy americké (USA)      | Lavinia Miloșoviciová · Rumunsko (ROU)       |
| LOH 1996 | Lilia Podkopajevová · Ukrajina (UKR)              | Gina Gogeanová · Rumunsko (ROU)                       | Simona Amanarová · Rumunsko (ROU)            |
| LOH 1996 | Lilia Podkopajevová · Ukrajina (UKR)              | Gina Gogeanová · Rumunsko (ROU)                       | Lavinia Miloșoviciová · Rumunsko (ROU)       |
| LOH 2000 | Simona Amanarová · Rumunsko (ROU)                 | Maria Olaruová · Rumunsko (ROU)                       | Liu Xuan · Čína (CHN)                        |
| LOH 2004 | Carly Pattersonová · Spojené státy americké (USA) | Světlana Chorkinová · Rusko (RUS)                     | Čang Nan · Čína (CHN)                        |
| LOH 2008 | Nastia Liukinová · Spojené státy americké (USA)   | Shawn Johnsonová · Spojené státy americké (USA)       | Yang Yilin · Čína (CHN)                      |
| LOH 2012 | Gabby Douglasová · Spojené státy americké (USA)   | Viktorija Komovová · Rusko (RUS)                      | Alija Mustafinová · Rusko (RUS)              |
| LOH 2016 | Simone Bilesová · Spojené státy americké (USA)    | Aly Raismanová · Spojené státy americké (USA)         | Alija Mustafinová · Rusko (RUS)              |
| LOH 2020 | Sunisa Leeová · Spojené státy americké (USA)      | Rebeca Andradeová · Brazílie (BRA)                    | Angelina Melnikovová · Sportovci ROV (ROC)   |
| LOH 2024 | Simone Bilesová · Spojené státy americké (USA)    | Rebeca Andradeová · Brazílie (BRA)                    | Sunisa Leeová · Spojené státy americké (USA) |

## Kladina
| Rok      | Zlato                                            | Stříbro                                            | Bronz                                                |
| -------- | ------------------------------------------------ | -------------------------------------------------- | ---------------------------------------------------- |
| LOH 1952 | Nina Bočarovová · Sovětský svaz (URS)            | Marija Gorochovská · Sovětský svaz (URS)           | Margit Korondiová · Maďarsko (HUN)                   |
| LOH 1956 | Ágnes Keletiová · Maďarsko (HUN)                 | Eva Bosáková · Československo (TCH)                | nebyla udělena                                       |
| LOH 1956 | Ágnes Keletiová · Maďarsko (HUN)                 | Tamara Maninová · Sovětský svaz (URS)              | nebyla udělena                                       |
| LOH 1960 | Eva Bosáková · Československo (TCH)              | Larisa Latyninová · Sovětský svaz (URS)            | Sofja Muratovová · Sovětský svaz (URS)               |
| LOH 1964 | Věra Čáslavská · Československo (TCH)            | Tamara Maninová · Sovětský svaz (URS)              | Larisa Latyninová · Sovětský svaz (URS)              |
| LOH 1968 | Natalja Kučinská · Sovětský svaz (URS)           | Věra Čáslavská · Československo (TCH)              | Larisa Petriková · Sovětský svaz (URS)               |
| LOH 1972 | Olga Korbutová · Sovětský svaz (URS)             | Tamara Lazakovičová · Sovětský svaz (URS)          | Karin Janzová · Německá demokratická republika (GDR) |
| LOH 1976 | Nadia Comaneciová · Rumunsko (ROU)               | Olga Korbutová · Sovětský svaz (URS)               | Teodora Ungureanuová · Rumunsko (ROU)                |
| LOH 1980 | Nadia Comaneciová · Rumunsko (ROU)               | Jelena Davydovová · Sovětský svaz (URS)            | Natalja Šapošnikovová · Sovětský svaz (URS)          |
| LOH 1984 | Ecaterina Szabóová · Rumunsko (ROU)              | nebyla udělena                                     | Kathy Johnson · Spojené státy americké (USA)         |
| LOH 1984 | Simona Păucăová · Rumunsko (ROU)                 | nebyla udělena                                     | Kathy Johnson · Spojené státy americké (USA)         |
| LOH 1988 | Daniela Silivaşová · Rumunsko (ROU)              | Jelena Šušunovová · Sovětský svaz (URS)            | Phoebe Mills · Spojené státy americké (USA)          |
| LOH 1988 | Daniela Silivaşová · Rumunsko (ROU)              | Jelena Šušunovová · Sovětský svaz (URS)            | Gabriela Potoracová · Rumunsko (ROU)                 |
| LOH 1992 | Taťjana Lysenková · Sjednocený tým (EUN)         | Shannon Millerová · Spojené státy americké (USA)   | nebyla udělena                                       |
| LOH 1992 | Taťjana Lysenková · Sjednocený tým (EUN)         | Lu Li · Čína (CHN)                                 | nebyla udělena                                       |
| LOH 1996 | Shannon Millerová · Spojené státy americké (USA) | Lilia Podkopajevová · Ukrajina (UKR)               | Gina Gogeanová · Rumunsko (ROU)                      |
| LOH 2000 | Liou Süan · Čína (CHN)                           | Jekatěrina Lobazňuková · Rusko (RUS)               | Jelena Produnovová · Rusko (RUS)                     |
| LOH 2004 | Cătălina Ponorová · Rumunsko (ROU)               | Carly Pattersonová · Spojené státy americké (USA)  | Alexandra Eremiaová · Rumunsko (ROU)                 |
| LOH 2008 | Shawn Johnsonová · Spojené státy americké (USA)  | Nastia Liukinová · Spojené státy americké (USA)    | Cheng Fei · Čína (CHN)                               |
| LOH 2012 | Teng Lin-lin · Čína (CHN)                        | Lu Sui · Čína (CHN)                                | Aly Raismanová · Spojené státy americké (USA)        |
| LOH 2016 | Sanne Weversová · Nizozemsko (NED)               | Laurie Hernandezová · Spojené státy americké (USA) | Simone Bilesová · Spojené státy americké (USA)       |
| LOH 2020 | Kuan Čchen-čchen · Čína (CHN)                    | Tang Xijing · Čína (CHN)                           | Simone Bilesová · Spojené státy americké (USA)       |
| LOH 2024 | Alice D'Amatová · Itálie (ITA)                   | Čou Ja-čchin · Čína (CHN)                          | Manila Espositová · Itálie (ITA)                     |

## Prostná
| Rok      | Zlato                                          | Stříbro                                          | Bronz                                                                      |
| -------- | ---------------------------------------------- | ------------------------------------------------ | -------------------------------------------------------------------------- |
| LOH 1952 | Ágnes Keletiová · Maďarsko (HUN)               | Marija Gorochovská · Sovětský svaz (URS)         | Margit Korondiová · Maďarsko (HUN)                                         |
| LOH 1956 | Ágnes Keletiová · Maďarsko (HUN)               | nebyla udělena                                   | Elena Leuşteanu · Rumunsko (ROU)                                           |
| LOH 1956 | Larisa Latyninová · Sovětský svaz (URS)        | nebyla udělena                                   | Elena Leuşteanu · Rumunsko (ROU)                                           |
| LOH 1960 | Larisa Latyninová · Sovětský svaz (URS)        | Polina Astachovová · Sovětský svaz (URS)         | Tamara Ljuchinová · Sovětský svaz (URS)                                    |
| LOH 1964 | Larisa Latyninová · Sovětský svaz (URS)        | Polina Astachovová · Sovětský svaz (URS)         | Anikó Ducza · Maďarsko (HUN)                                               |
| LOH 1968 | Věra Čáslavská · Československo (TCH)          | nebyla udělena                                   | Natalja Kučinská · Sovětský svaz (URS)                                     |
| LOH 1968 | Larisa Petriková · Sovětský svaz (URS)         | nebyla udělena                                   | Natalja Kučinská · Sovětský svaz (URS)                                     |
| LOH 1972 | Olga Korbutová · Sovětský svaz (URS)           | Ljudmila Turiščevová · Sovětský svaz (URS)       | Tamara Lazakovičová · Sovětský svaz (URS)                                  |
| LOH 1976 | Nelli Kimová · Sovětský svaz (URS)             | Ljudmila Turiščevová · Sovětský svaz (URS)       | Nadia Comaneciová · Rumunsko (ROU)                                         |
| LOH 1980 | Nadia Comaneciová · Rumunsko (ROU)             | nebyla udělena                                   | Maxi Gnaucková · Německá demokratická republika (GDR)                      |
| LOH 1980 | Nelli Kimová · Sovětský svaz (URS)             | nebyla udělena                                   | Natalja Šapošnikovová · Sovětský svaz (URS)                                |
| LOH 1984 | Ecaterina Szabóová · Rumunsko (ROU)            | Julianne McNamara · Spojené státy americké (USA) | Mary Lou Rettonová · Spojené státy americké (USA)                          |
| LOH 1988 | Daniela Silivaşová · Rumunsko (ROU)            | Světlana Boginská · Sovětský svaz (URS)          | Diana Doudeva · Bulharsko (BUL)                                            |
| LOH 1992 | Lavinia Miloșoviciová · Rumunsko (ROU)         | Henrietta Ónodiová · Maďarsko (HUN)              | Cristina Bontaş · Rumunsko (ROU)                                           |
| LOH 1992 | Lavinia Miloșoviciová · Rumunsko (ROU)         | Henrietta Ónodiová · Maďarsko (HUN)              | Taťjana Gucuová · Sjednocený tým (EUN)                                     |
| LOH 1992 | Lavinia Miloșoviciová · Rumunsko (ROU)         | Henrietta Ónodiová · Maďarsko (HUN)              | Shannon Millerová · Spojené státy americké (USA)                           |
| LOH 1996 | Lilia Podkopajevová · Ukrajina (UKR)           | Simona Amanarová · Rumunsko (ROU)                | Dominique Dawes · Spojené státy americké (USA)                             |
| LOH 2000 | Jelena Zamolodčikovová · Rusko (RUS)           | Světlana Chorkinová · Rusko (RUS)                | Simona Amanarová · Rumunsko (ROU)                                          |
| LOH 2004 | Cătălina Ponorová · Rumunsko (ROU)             | Nicoleta Daniela Şofronie · Rumunsko (ROU)       | Patricia Moreno · Španělsko (ESP)                                          |
| LOH 2008 | Sandra Izbașaová · Rumunsko (ROU)              | Shawn Johnsonová · Spojené státy americké (USA)  | Nastia Liukinová · Spojené státy americké (USA)                            |
| LOH 2012 | Aly Raismanová · Spojené státy americké (USA)  | Cătălina Ponorová · Rumunsko (ROU)               | Alija Mustafinová · Rusko (RUS)                                            |
| LOH 2016 | Simone Bilesová · Spojené státy americké (USA) | Aly Raismanováová · Spojené státy americké (USA) | Amy Tinklerová · Velká Británie (GBR)                                      |
| LOH 2020 | Jade Careyová · Spojené státy americké (USA)   | Vanessa Ferrariová · Itálie (ITA)                | Mai Murakami · Japonsko (JPN) · Angelina Melnikovová · Sportovci ROV (ROC) |
| LOH 2024 | Rebeca Andradeová · Brazílie (BRA)             | Simone Bilesová · Spojené státy americké (USA)   | Jordan Chilesová · Spojené státy americké (USA)                            |

## Bradla
| Rok      | Zlato                                                 | Stříbro                                                 | Bronz                                                |
| -------- | ----------------------------------------------------- | ------------------------------------------------------- | ---------------------------------------------------- |
| LOH 1952 | Margit Korondiová · Maďarsko (HUN)                    | Marija Gorochovská · Sovětský svaz (URS)                | Ágnes Keletiová · Maďarsko (HUN)                     |
| LOH 1956 | Ágnes Keletiová · Maďarsko (HUN)                      | Larisa Latyninová · Sovětský svaz (URS)                 | Sofja Muratovová · Sovětský svaz (URS)               |
| LOH 1960 | Polina Astachovová · Sovětský svaz (URS)              | Larisa Latyninová · Sovětský svaz (URS)                 | Tamara Ljuchinová · Sovětský svaz (URS)              |
| LOH 1964 | Polina Astachovová · Sovětský svaz (URS)              | Katalin Makrayová · Maďarsko (HUN)                      | Larisa Latyninová · Sovětský svaz (URS)              |
| LOH 1968 | Věra Čáslavská · Československo (TCH)                 | Karin Janzová · Německá demokratická republika (GDR)    | Zinaida Voroninová · Sovětský svaz (URS)             |
| LOH 1972 | Karin Janzová · Německá demokratická republika (GDR)  | Olga Korbutová · Sovětský svaz (URS)                    | nebyla udělena                                       |
| LOH 1972 | Karin Janzová · Německá demokratická republika (GDR)  | Erika Zucholdová · Německá demokratická republika (GDR) | nebyla udělena                                       |
| LOH 1976 | Nadia Comaneciová · Rumunsko (ROU)                    | Teodora Ungureanuová · Rumunsko (ROU)                   | Márta Egerváriová · Maďarsko (HUN)                   |
| LOH 1980 | Maxi Gnaucková · Německá demokratická republika (GDR) | Emilia Eberleová · Rumunsko (ROU)                       | Marija Filatovová · Sovětský svaz (URS)              |
| LOH 1980 | Maxi Gnaucková · Německá demokratická republika (GDR) | Emilia Eberleová · Rumunsko (ROU)                       | Steffi Kraker · Německá demokratická republika (GDR) |
| LOH 1980 | Maxi Gnaucková · Německá demokratická republika (GDR) | Emilia Eberleová · Rumunsko (ROU)                       | Melita Ruhn · Rumunsko (ROU)                         |
| LOH 1984 | Ma Yanhong · Čína (CHN)                               | nebyla udělena                                          | Mary Lou Rettonová · Spojené státy americké (USA)    |
| LOH 1984 | Julianne McNamara · Spojené státy americké (USA)      | nebyla udělena                                          | Mary Lou Rettonová · Spojené státy americké (USA)    |
| LOH 1988 | Daniela Silivaşová · Rumunsko (ROU)                   | Dagmar Kersten · Německá demokratická republika (GDR)   | Jelena Šušunovová · Sovětský svaz (URS)              |
| LOH 1992 | Lu Li · Čína (CHN)                                    | Taťjana Gucuová · Sjednocený tým (EUN)                  | Shannon Millerová · Spojené státy americké (USA)     |
| LOH 1996 | Světlana Chorkinová · Rusko (RUS)                     | Bi Wenjing · Čína (CHN)                                 | nebyla udělena                                       |
| LOH 1996 | Světlana Chorkinová · Rusko (RUS)                     | Amy Chow · Spojené státy americké (USA)                 | nebyla udělena                                       |
| LOH 2000 | Světlana Chorkinová · Rusko (RUS)                     | Ling Jie · Čína (CHN)                                   | Yang Yun · Čína (CHN)                                |
| LOH 2004 | Émilie Le Pennecová · Francie (FRA)                   | Terin Humphrey · Spojené státy americké (USA)           | Courtney Kupets · Spojené státy americké (USA)       |
| LOH 2008 | He Kexin · Čína (CHN)                                 | Nastia Liukinová · Spojené státy americké (USA)         | Yang Yilin · Čína (CHN)                              |
| LOH 2012 | Alija Mustafinová · Rusko (RUS)                       | On Kexin · Čína (CHN)                                   | Elizabeth Tweddle · Velká Británie (GBR)             |
| LOH 2016 | Alija Mustafinová · Rusko (RUS)                       | Madison Kocianová · Spojené státy americké (USA)        | Sophie Schederová · Německo (GER)                    |
| LOH 2020 | Nina Derwaelová · Belgie (BEL)                        | Anastasija Iljanková · Sportovci ROV (ROC)              | Sunisa Leeová · Spojené státy americké (USA)         |
| LOH 2024 | Kaylia Nemourová · Alžírsko (ALG)                     | Čchiou Čchi-jüan · Čína (CHN)                           | Sunisa Leeová · Spojené státy americké (USA)         |

## Přeskok
| Rok      | Zlato                                                | Stříbro                                              | Bronz                                                 |
| -------- | ---------------------------------------------------- | ---------------------------------------------------- | ----------------------------------------------------- |
| LOH 1952 | Jekatěrina Kalinčuková · Sovětský svaz (URS)         | Marija Gorochovská · Sovětský svaz (URS)             | Galina Minaičevová · Sovětský svaz (URS)              |
| LOH 1956 | Larisa Latyninová · Sovětský svaz (URS)              | Tamara Maninová · Sovětský svaz (URS)                | Olga Tass · Maďarsko (HUN)                            |
| LOH 1956 | Larisa Latyninová · Sovětský svaz (URS)              | Tamara Maninová · Sovětský svaz (URS)                | Ann-Sofi Pettersson · Švédsko (SWE)                   |
| LOH 1960 | Margarita Nikolajevová · Sovětský svaz (URS)         | Sofja Muratovová · Sovětský svaz (URS)               | Larisa Latyninová · Sovětský svaz (URS)               |
| LOH 1964 | Věra Čáslavská · Československo (TCH)                | Larisa Latyninová · Sovětský svaz (URS)              | nebyla udělena                                        |
| LOH 1964 | Věra Čáslavská · Československo (TCH)                | Birgit Radochla · Tým sjednoceného Německa (EUA)     | nebyla udělena                                        |
| LOH 1968 | Věra Čáslavská · Československo (TCH)                | Erika Zuchold · Německá demokratická republika (GDR) | Zinaida Voroninová · Sovětský svaz (URS)              |
| LOH 1972 | Karin Janzová · Německá demokratická republika (GDR) | Erika Zuchold · Německá demokratická republika (GDR) | Ljudmila Turiščevová · Sovětský svaz (URS)            |
| LOH 1976 | Nelli Kimová · Sovětský svaz (URS)                   | Ljudmila Turiščevová · Sovětský svaz (URS)           | Carola Dombeck · Německá demokratická republika (GDR) |
| LOH 1980 | Natalja Šapošnikovová · Sovětský svaz (URS)          | Steffi Kraker · Německá demokratická republika (GDR) | Melita Ruhn · Rumunsko (ROU)                          |
| LOH 1984 | Ecaterina Szabóová · Rumunsko (ROU)                  | Mary Lou Rettonová · Spojené státy americké (USA)    | Lavinia Agache · Rumunsko (ROU)                       |
| LOH 1988 | Světlana Boginská · Sovětský svaz (URS)              | Gabriela Potoracová · Rumunsko (ROU)                 | Daniela Silivaşová · Rumunsko (ROU)                   |
| LOH 1992 | Lavinia Miloșoviciová · Rumunsko (ROU)               | nebyla udělena                                       | Taťjana Lysenková · Sjednocený tým (EUN)              |
| LOH 1992 | Henrietta Ónodiová · Maďarsko (HUN)                  | nebyla udělena                                       | Taťjana Lysenková · Sjednocený tým (EUN)              |
| LOH 1996 | Simona Amanarová · Rumunsko (ROU)                    | Mo Huilan · Čína (CHN)                               | Gina Gogeanová · Rumunsko (ROU)                       |
| LOH 2000 | Jelena Zamolodčikovová · Rusko (RUS)                 | Andreea Răducanová · Rumunsko (ROU)                  | Jekatěrina Lobazňuková · Rusko (RUS)                  |
| LOH 2004 | Monica Roșuová · Rumunsko (ROU)                      | Annia Hatch · Spojené státy americké (USA)           | Anna Pavlovová · Rusko (RUS)                          |
| LOH 2008 | Hong Un Jong · Severní Korea (PRK)                   | Oksana Čusovitinová · Německo (GER)                  | Cheng Fei · Čína (CHN)                                |
| LOH 2012 | Sandra Izbașaová · Rumunsko (ROU)                    | McKayla Maroney · Spojené státy americké (USA)       | Marija Paseka · Rusko (RUS)                           |
| LOH 2016 | Simone Bilesová · Spojené státy americké (USA)       | Marija Paseka · Rusko (RUS)                          | Giulia Steingruberová · Švýcarsko (SUI)               |
| LOH 2020 | Rebeca Andradeová · Brazílie (BRA)                   | MyKayla Skinner · Spojené státy americké (USA)       | Yeo Seo-jeong · Jižní Korea (KOR)                     |
| LOH 2024 | Simone Bilesová · Spojené státy americké (USA)       | Rebeca Andradeová · Brazílie (BRA)                   | Jade Careyová · Spojené státy americké (USA)          |

## Družstva
| Rok      | Zlato | Stříbro | Bronz |
| -------- | --- | --- | --- |
| LOH 1928 | Nizozemsko (NED) · Estella Agsteribbe · Jacomina van den Berg · Alida van den Bos · Petronella Burgerhof · Elka de Levie · Helena Nordheimová · Ans Polak · Petronella van Randwijk · Hendrika van Rumt · Jud Simons · Jacoba Stelma · Anna van der Vegt | Itálie (ITA) · Bianca Ambrosetti · Lavinia Gianoni · Luigina Giavotti · Virginia Giorgi · Germana Malabarba · Clara Marangoni · Luigina Perversi · Diana Pizzavini · Luisa Tanzini · Carolina Tronconi · Ines Vercesi · Rita Vittadini | Velká Británie (GBR) · Annie Broadbent · Lucy Desmond · Margaret Hartley · Amy Jagger · Isobel Judd · Jessie Kite · Marjorie Moreman · Edith Pickles · Ethel Seymour · Ada Smith · Hilda Smith · Doris Woods |
| LOH 1932 | nebyla na programu LOH | nebyla na programu LOH | nebyla na programu LOH |
| LOH 1936 | Německo (GER) · Anita Bärwirth · Erna Bürger · Isolde Frölian · Friedl Iby · Trudi Meyer · Paula Pöhlsen · Julie Schmitt · Käthe Sohnemann | Československo (TCH) · Jaroslava Bajerová · Vlasta Děkanová · Božena Dobešová · Vlasta Foltová · Anna Hřebřinová · Matylda Pálfyová · Zdeňka Veřmiřovská · Marie Větrovská                                                             | Maďarsko (HUN) · Margit Csillik · Margit Kalocsai · Ilona Madary · Gabriella Mészáros · Margit Nagy · Olga Tőrös · Judit Tóth · Eszter Voit                                                                  |
| LOH 1948 | Československo (TCH) · Zdeňka Honsová · Marie Kovářová · Eliška Misáková (in memoriam) · Miloslava Misáková · Milena Müllerová · Věra Růžičková · Olga Šilhánová · Božena Srncová · Zdeňka Veřmiřovská                                                   | Maďarsko (HUN) · Edit Parényi-Weckinger · Mária Zalai-Kövi · Irén Karcsics · Erzsébet Kötelesová · Erzsébet Balázs · Olga Tass · Anna Fehér · Margit Nagy-Sandor                                                                       | Spojené státy americké (USA) · Ladislava Bakanic · Marian Barone · Consetta Lenz · Dorothy Dalton · Meta Elste · Helen Schifano · Clara Schroth · Anita Simonis                                              |
| LOH 1952 | Sovětský svaz (URS) · Nina Bočarovová · Pelageja Danilovová · Marija Gorochovská · Jekatěrina Kalinčuková · Galina Minaičevová · Galina Šamrajová · Galina Urbanovičová                                                                                  | Maďarsko (HUN) · Andrea Bodo · Irén Karcsics · Erzsebet Gulyas · Ágnes Keletiová · Margit Korondiová · Edit Parényi-Weckinger · Olga Tass · Mária Zalai-Kövi                                                                           | Československo (TCH) · Hana Bobková · Alena Chadimová · Jana Rabasová · Alena Reichová · Matylda Šínová · Božena Srncová · Věra Vančurová · Eva Věchtová                                                     |
| LOH 1956 | Sovětský svaz (URS) · Polina Astachovová · Ljudmila Jegorovová · Lidija Kalininová · Larisa Latyninová · Tamara Maninová · Sofja Muratovová | Maďarsko (HUN) · Andrea Bodo · Karolyne Gulyas · Ágnes Keletiová · Alice Kertesz · Margit Korondiová · Olga Tass | Rumunsko (ROU) · Georgeta Hurmuzachi · Sonia Iovan · Elena Leuşteanu · Elena Mărgărit · Elena Săcălici · Emilia Vătăşoiu                                                                                     |
| LOH 1960 | Sovětský svaz (URS) · Polina Astachovová · Lidija Ivanovová · Larisa Latyninová · Tamara Ljuchinová · Sofja Muratovová · Margarita Nikolajevová | Československo (TCH) · Eva Bosáková · Věra Čáslavská · Matylda Matoušková · Hana Růžičková · Ludmila Švédová · Adolfína Tačová | Rumunsko (ROU) · Atanasia Ionescu · Sonia Iovan · Elena Leuşteanu · Emilia Vătăşoiu-Liţă · Elena Niculescu · Uta Poreceanu                                                                                   |
| LOH 1964 | Sovětský svaz (URS) · Larisa Latyninová · Polina Astachovová · Tamara Maninová · Jelena Volčecká · Tamara Zamotajlovová · Ljudmila Gromovová | Československo (TCH) · Věra Čáslavská · Jaroslava Sedláčková · Adolfína Tkačíková · Marianna Krajčírová · Hana Lišková · Jana Kubičková                                                                                                | Japonsko (JPN) · Keiko Ikedaová · Toshiko Aihara · Kiyoko Ono · Taniko Nakamura · Hiroko Tsuji · Ginko Chiba                                                                                                 |
| LOH 1968 | Sovětský svaz (URS) · Ljudmila Turiščevová · Zinaida Voroninová · Larisa Petriková · Ljubov Burda · Olga Karasjovová · Natalja Kučinská | Československo (TCH) · Věra Čáslavská · Bohumila Řimnáčová · Miroslava Skleničková · Marianna Krajčírová · Hana Lišková · Jana Kubičková                                                                                               | Německá demokratická republika (GDR) · Karin Janzová · Erika Zuchold · Maritta Bauerschmidt · Ute Starke · Marianne Noack · Magdalena Schmidt                                                                |
| LOH 1972 | Sovětský svaz (URS) · Ljudmila Turiščevová · Olga Korbutová · Tamara Lazakovičová · Ljubov Burda · Elvira Saadi · Antonina Košelová | Německá demokratická republika (GDR) · Karin Janzová · Erika Zuchold · Angelika Hellmann · Irene Abel · Christine Schmitt · Richarda Schmeisser                                                                                        | Maďarsko (HUN) · Ilona Bekesi · Monika Csaszar · Krisztina Medveczky · Aniko Kery · Marta Kelemen · Zsuzsa Nagyová                                                                                           |
| LOH 1976 | Sovětský svaz (URS) · Marija Filatovová · Světlana Grozdovová · Nelli Kimová · Olga Korbutová · Elvira Saadi · Ljudmila Turiščevová | Rumunsko (ROU) · Nadia Comaneciová · Mariana Constantin · Georgeta Gabor · Anca Grigoraş · Gabriela Truşcă · Teodora Ungureanu | Německá demokratická republika (GDR) · Carola Dombeck · Gitta Escher · Kerstin Gerschau · Angelika Hellmann · Marion Kische · Steffi Kraker                                                                  |
| LOH 1980 | Sovětský svaz (URS) · Jelena Davydovová · Marija Filatovová · Nelli Kimová · Jelena Najmušinová · Natalja Šapošnikovová · Stella Zacharovová | Rumunsko (ROU) · Nadia Comaneciová · Rodica Dunca · Emilia Eberleová · Melita Ruhn · Dumitriţa Turner · Cristina Elena Grigoraş | Německá demokratická republika (GDR) · Maxi Gnaucková · Silvia Hindorff · Steffi Kraker · Katharina Rensch · Karola Sube · Birgit Suss                                                                       |
| LOH 1984 | Rumunsko (ROU) · Ecaterina Szabóová · Laura Cutina · Simona Păucăová · Cristina Elena Grigoraş · Mihaela Stănuleţ · Lavinia Agache | Spojené státy americké (USA) · Mary Lou Rettonová · Julianne McNamara · Kathy Johnson · Michelle Dusserre · Tracee Talavera · Pamela Bileck                                                                                            | Čína (CHN) · Ma Yanhong · Wu Jiani · Chen Yongyan · Zhou Ping · Zhou Qiurui · Huang Qun |
| LOH 1988 | Sovětský svaz (URS) · Světlana Baitovová · Jelena Ševčenková · Olga Straževová · Natalja Laščonová · Světlana Boginská · Jelena Šušunovová | Rumunsko (ROU) · Camelia Voinea · Celestina Popa · Eugenia Golea · Gabriela Potoracová · Aurelia Dobre · Daniela Silivaşová | Německá demokratická republika (GDR) · Martina Jentsch · Gabriele Faehnrich · Ulrike Klotz · Betti Schieferdecker · Dörte Thümmler · Dagmar Kersten                                                          |
| LOH 1992 | Sjednocený tým (EUN) · Světlana Boginská · Taťjana Gucuová · Oksana Čusovitinová · Taťjana Lysenková · Jelena Grudněvová · Rozalija Galijevová | Rumunsko (ROU) · Lavinia Miloșoviciová · Gina Gogean · Cristina Bontaş · Mirela Paşca · Maria Neculiţă · Vanda Hădărean | Spojené státy americké (USA) · Shannon Millerová · Kim Zmeskal · Dominique Dawes · Wendy Bruce · Betty Okino · Kerri Strug                                                                                   |
| LOH 1996 | Spojené státy americké (USA) · Amanda Borden · Amy Chow · Dominique Dawes · Shannon Millerová · Dominique Moceanu · Jaycie Phelps · Kerri Strug | Rusko (RUS) · Jelena Dolgopolovová · Rozalija Galijevová · Jelena Groševová · Světlana Chorkinová · Dina Kočetkovová · Jevgenija Kuzněcovová · Oxana Ljapinová                                                                         | Rumunsko (ROU) · Simona Amanarová · Gina Gogeanová · Ionela Loaieş · Alexandra Marinescu · Lavinia Miloșoviciová · Mirela Ţugurlan                                                                           |
| LOH 2000 | Rumunsko (ROU) · Andreea Răducanová · Maria Olaru · Simona Amanarová · Loredana Boboc · Andreea Isărescu · Claudia Presacan | Rusko (RUS) · Jelena Produnovová · Světlana Chorkinová · Jekatěrina Lobazňuková · Jelena Zamolodčikovová · Anastasija Kolesnikovová · Anna Čepelevová                                                                                  | Spojené státy americké (USA) · Amy Chow · Jamie Dantzscher · Dominique Dawes · Kristen Maloney · Elise Ray · Tasha Schwikert                                                                                 |
| LOH 2004 | Rumunsko (ROU) · Oana Ban · Alexandra Eremia · Cătălina Ponorová · Monica Roșuová · Nicoleta Daniela Şofronie · Silvia Stroescu | Spojené státy americké (USA) · Mohini Bhardwajová · Annia Hatch · Terin Humphrey · Courtney Kupets · Courtney McCool · Carly Pattersonová                                                                                              | Rusko (RUS) · Ljudmila Ježovová · Světlana Chorkinová · Maria Krioutchkova · Anna Pavlovová · Jelena Zamolodčikovová · Natalja Ziganšinová                                                                   |
| LOH 2008 | Čína (CHN) · Yang Yilin · Cheng Fei · Jiang Yuyuan · Deng Linlin · He Kexin · Li Shanshan · | Spojené státy americké (USA) · Shawn Johnsonová · Nastia Liukinová · Chellsie Memmel · Samantha Peszek · Alicia Sacramone · Bridget Sloan                                                                                              | Rumunsko (ROU) · Andreea Acatrinei · Gabriela Drăgoi · Andreea Grigore · Sandra Izbașaová · Steliana Nistor · Anamaria Tămârjan                                                                              |
| LOH 2012 | Spojené státy americké (USA) · Gabby Douglasová · Jordyn Wieberová · Aly Raismanová · Kyla Ross · McKayla Maroney | Rusko (RUS) · Alija Mustafinová · Viktorija Komovová · Xenija Afanasjevová · Anastasija Grišinová · Marija Paseka | Rumunsko (ROM) · Cătălina Ponorová · Larisa Iordache · Diana Bulimar · Sandra Izbașaová · Diana Chelaru |
| LOH 2016 | Spojené státy americké (USA) · Simone Bilesová · Gabby Douglasová · Laurie Hernandezová · Madison Kocian · Aly Raismanová | Rusko (RUS) · Angelina Melnikovová · Alija Mustafinová · Marija Paseka · Darja Spiridonovová · Seda Tutchaljanová | Čína (CHN) · Fan Yilin · Mao Yi · Shang Chunsong · Tan Jiaxin · Wang Jen |
| LOH 2020 | Sportovci ROV (ROC) · Lilija Achajmovová · Viktorija Listunovová · Angelina Melnikovová · Vladislava Urazovová | Spojené státy americké (USA) · Simone Bilesová · Jordan Chilesová · Sunisa Leeová · Grace McCallumová | Velká Británie (GBR) · Jennifer Gadirovová · Jessica Gadirovová · Alice Kinsellová · Amelie Morganová |
| LOH 2024 | Spojené státy americké (USA) · Simone Bilesová · Jade Careyová · Jordan Chilesová · Sunisa Leeová · Hezly Riveraová | Itálie (ITA) · Angela Andreoliová · Alice D’Amatová · Manila Espositová · Elisa Ioriová · Giorgia Villaová | Brazílie (BRA) · Rebeca Andradeová · Jade Barbosaová · Lorrane Oliveiraová · Flávia Saraivaová · Júlia Soaresová                                                                                             |

## Ukončené soutěže

### Společné sestavy s náčiním
| Rok      | Zlato | Stříbro | Bronz |
| -------- | --- | --- | --- |
| LOH 1952 | Švédsko (SWE) · Karin Lindbergová · Ann-Sofi Pettersson · Evy Berggren · Gun Roring · Gota Pettersson · Irgrid Sandahl · Hjordis Nordin · Vanja Blomberg | Sovětský svaz (URS) · Marija Gorochovská · Nina Bočarovová · Galina Minaičevová · Galina Urbanovičová · Pelageja Danilovová · Galina Šamrajová | Maďarsko (HUN) · Margit Korondiová · Ágnes Keletiová · Edit Perenyi-Weckinger · Olga Tass · Erzsebet Gulyas · Maria Zalai-Kovi               |
| LOH 1956 | Maďarsko (HUN) · Andrea Bodo · Karolyne Gulyas · Ágnes Keletiová · Alice Kertesz · Margit Korondiová · Olga Tass                                         | Švédsko (SWE) · Karin Lindbergová · Ann-Sofi Pettersson · Eva Rönström · Evy Berggren · Doris Hedberg · Maud Karlén                            | Sovětský svaz (URS) · Polina Astachovová · Ljudmila Jegorovová · Lidija Kalininová · Larisa Latyninová · Tamara Maninová · Sofja Muratovová  |
| LOH 1956 | Maďarsko (HUN) · Andrea Bodo · Karolyne Gulyas · Ágnes Keletiová · Alice Kertesz · Margit Korondiová · Olga Tass                                         | Švédsko (SWE) · Karin Lindbergová · Ann-Sofi Pettersson · Eva Rönström · Evy Berggren · Doris Hedberg · Maud Karlén                            | Polsko (POL) · Helena Rakoczyová · Natalia Kot · Danuta Nowak-Stachow · Dorota Horzonek-Jokiel · Barbara Wilk-Ślizowska · Lidia Szczerbińska |